# Zerstörergeschwader 2
Das Zerstörergeschwader 2 war ein Verband der Luftwaffe der Wehrmacht im Zweiten Weltkrieg. Als Zerstörergeschwader verfügte es überwiegend über zweimotorige Jagdflugzeuge wie die Messerschmitt Bf 110 und deren Nachfolgemodell Messerschmitt Me 210, die auch als schwere Jäger bezeichnet wurden und als Begleitschutz für Bomberverbände oder als Schlachtflieger eingesetzt wurden. Das Geschwader beteiligte sich am Überfall auf Polen, dem Westfeldzug, dem Deutsch-Sowjetischen Krieg und dem Tunesienfeldzug. Im Dezember 1942 wurde es aufgelöst.

## Aufstellung
Das Zerstörergeschwader 2 entstand mit Bildung der I. Gruppe am 1. Mai 1939 auf dem Fliegerhorst Bernburg (Lage) aus der umbenannten I. Gruppe des Jagdgeschwaders 231. Der Geschwaderstab des Zerstörergeschwaders 2 bildete sich am 1. April 1940 in Darmstadt-Griesheim (Lage). Die II. Gruppe war die am 26. Juni 1940 in Freiburg (Lage) umbenannte I. Gruppe des Zerstörergeschwaders 52. Diese erste Formation wurde im September 1940 aufgelöst.
Im April 1942 bildete sich in Landsberg/Lech (Lage) der Geschwaderstab, die I., die II. und die III. Gruppe des Zerstörergeschwaders 2. Für die Aufstellung der I. Gruppe wurde die umbenannte I. Gruppe des Zerstörergeschwaders 26 herangezogen, während der Geschwaderstab, die II. und die III. Gruppe neu aufgestellt wurden.
Vor Kriegsbeginn war das Geschwader noch mit der einmotorigen Messerschmitt Bf 109 ausgestattet, bevor es die zweimotorige Messerschmitt Bf 110 bekam. Deren Nachfolgemodell Messerschmitt Me 210 erreichte das Geschwader kurz vor der Auflösung im September 1942. Die III. Gruppe verfügte ab August 1942 über die Focke-Wulf Fw 190. Die Geschwaderkennung war A2, 3M und 2S.

## Gliederung
Der Geschwaderstab führte am 26. Juni 1940 die I. bis II. Gruppe die wiederum in Staffeln unterteilt waren. Die 1. bis 3. Staffel gehörte der I. Gruppe und die 4. bis 6. Staffel der II. Gruppe an. Jede Staffel, geführt durch einen Staffelkapitän, war in drei Schwärme mit je zwei Rotten zu je zwei Flugzeugen unterteilt. Daraus ergab sich eine Sollstärke der Zerstörergruppe von 36 Flugzeugen in den drei Staffeln + 4 Flugzeuge für den Gruppenkommandeur und seinen Stab. Dies ergab bei zwei Zerstörergruppen eine Sollstärke von 80 Flugzeugen, + 4 Flugzeuge für den Geschwaderkommodore und seinen Stab. Daraus ergab sich eine Sollstärke von 84 Flugzeugen.

## Geschichte

### Überfall auf Polen
Beim am 1. September 1939 durchgeführten Überfall auf Polen, war die I. Gruppe dem Fliegerführer zur besonderen Verwendung innerhalb der Luftflotte 4 unterstellt. Sie lag auf dem Fliegerhorst Gross Stein (Lage) und hatte 45 Messerschmitt Bf 109D-1 in ihren Reihen. Dabei handelte es sich um ein einmotoriges Jagdflugzeug mit einem 12-Zylinder-V-Motor Junkers Jumo 210 D mit maximal 680 PS Startleistung, der eine Höchstgeschwindigkeit von 460 km/h ermöglichte, bei einer Bewaffnung von zwei 7,92-mm-MG 17 über dem Motor (je 500 Schuss), synchronisiert durch den Propellerkreis feuernd und zwei unsynchronisierte MG 17 in den Tragflächen (je 420 Schuss). Die eigentlich für den Verband vorgesehene Messerschmitt Bf 110 stand noch nicht in ausreichender Zahl zur Verfügung.
Der erste Einsatz der I. Gruppe am Morgen des 1. Septembers, diente dem Begleitschutz der Sturzkampfbomber Junkers Ju 87B des Sturzkampfgeschwaders 77 beim Luftangriff auf Wieluń. Bei diesem als Kriegsverbrechen gewerteten Luftangriff kamen mehrere hundert Zivilisten ums Leben.
In den folgenden Tagen blieb die I. Gruppe im Bereich der 10. und 14. Armee und leistete Begleitschutzaufgaben für die Sturzkampfbomber. Dabei kam es zu Luftkämpfen mit polnischen Jägern vom Typ PZL P.11, Bombern vom Typ PZL.37 Łoś und PZL.23 Karaś. In der Folge war sie an der Schlacht bei Radom beteiligt und ab dem 8. September an der Schlacht um Warschau. Am 22. September endeten für die I. Gruppe die Kampfhandlungen.

### Westfeldzug
Im Vorfeld des Westfeldzuges verlegte die I. Gruppe auf Fliegerhorste an der Westgrenze, da sie in die Luftraumverteidigung zur Abwehr französischer und britischer Einflüge eingebunden war. Am 1. Februar 1940 ging sie zur Umrüstung auf die Messerschmitt Bf 110C und Bf 110D nach Garz auf Usedom (Lage). Dieses zweimotorige Flugzeug, in der Ausführung C-4 als Zerstörer/Langstreckenbegleitjäger bezeichnet, hatte zwei Motoren Daimler-Benz DB 601 B-1 [1] die je 1020 PS leisteten und eine Höchstgeschwindigkeit von 560 km/h ermöglichten. Die Bewaffnung bestand aus vier 7,92-mm-MG 17 und zwei 20-mm-MG FF/M in der Nase, sowie ein bewegliches 7,92-mm-MG 15 im Kanzelheck.
Als am 10. Mai 1940 die offensiven Kampfhandlungen begannen, war der Geschwaderstab und die I. Gruppe dem Jagdfliegerführer 3 der Luftflotte 3 unterstellt. Mit insgesamt 35 Bf 110 in den Ausführungen C oder D starteten sie vom Fliegerhorst Darmstadt-Griesheim (Lage). Gemäß ihrer Einsatzdoktrin begleitete die I. Gruppe in den ersten Tagen Bomberverbände als Geleitschutz bei Luftangriffe im französischen Hinterland. Dabei kam es immer wieder zu Luftkämpfen mit britischen Jägern vom Typ Hawker Hurricane der No. 73 Squadron und No. 501 Squadron. Ab dem 13. Mai war sie im Luftraum über Sedan, in der Verteidigung eingesetzt.
Anschließend verlagerte sich das Geschehen an die nordfranzösische Küste, wo in der Schlacht von Dünkirchen alliierte Truppen eingekesselt wurden. Die Luftwaffe hatte den Auftrag erhalten, die Evakuierungsmaßnahmen über den Ärmelkanal zu unterbinden. Trotz zahlreicher Luftangriffe, konnten im Rahmen der Operation Dynamo mehr als 300.000 alliierte Soldaten gerettet werden. Inzwischen lag die I. Gruppe auf dem französischen Flugplatz Neufchâteau (Lage). Als dieser am 26. Mai von britischen Bombern angegriffen wurde, machte der Gruppenkommandeur Hauptmann Johannes Gentzen mit seiner Bf 110C einen Alarmstart. Dabei streifte er einen Baum, stürzte ab und verletzte sich tödlich. Nach dem Waffenstillstand vom 22. Juni endeten die Kampfhandlungen.

### Luftschlacht um England
Im Juli 1940 hatte das Geschwader Flugplätze im besetzten Teil Frankreichs belegt und bereitete sich auf die Luftschlacht um England vor. Der Geschwaderstab lag in Toussus-le-Noble (Lage), die I. Gruppe in Amiens-Glisy (Lage) und die II. Gruppe in Guyancourt (Lage). Das gesamte Geschwader bekam seine Befehle vom Jagdfliegerführer 3 der Luftflotte 3.
Das Geschwader begleitete von Juli bis Anfang August überwiegend Sturzkampfliegerverbände, die in britischen Gewässern Jagd auf einzelne Schiffe oder Geleitzüge machten. Am 11. August leistete es Begleitschutz für das Kampfgeschwader 54 beim Luftangriff auf die britische Marinebasis in Portsmouth und Weymouth. Dabei kam es zu Luftkämpfen mit der britischen No. 609 Squadron, No. 601 Squadron und No. 145 Squadron, die mit der Supermarine Spitfire ausgerüstet waren. Infolgedessen fiel der Gruppenkommandeur der I. Gruppe, Hauptmann Ernst Ott, als seine Bf 110C (Geschwaderkennung 3M+AB) südlich von Portsmouth abgeschossen wurde. Sein Nachfolger, Hauptmann Hans-Peter Külbel wurde am folgenden Tag ebenfalls bei einem Luftkampf über Portsmouth abgeschossen.
Am 13. August, dem Start des verschärften Luftkriegs gegen Großbritannien, eskortierte das Geschwader Teile des Kampfgeschwaders 54 und des Sturzkampfgeschwaders 77 bei Angriffen auf die Militärflugplätze Odiham, Northolt, Tangmere und Middle Wallop. Weitere Einsätze dieser Art folgten im August und Anfang September, bei denen am 16. August der Gruppenkommandeur der II. Gruppe, Hauptmann Harry Carl mit seiner Bf 110D-0 bei Beauzeville mit schweren Beschussschäden abstürzte und verstarb.
Als am 7. September ein Zielwechsel der Luftwaffe auf den Großraum London erfolgte, flog das Geschwader Begleitschutz für die Bomberverbände. Dabei kam es zu intensiven Luftkämpfen mit britischen einmotorigen Jägern, denen die Messerschmitt Bf 110 in Bezug auf Höchstgeschwindigkeit und Wendigkeit nicht ebenbürtig war. Aufgrund dessen zog die Luftwaffenführung ab Ende September 1940 das Geschwader von seinen Begleitschutzaufgaben zurück.

### Erste Auflösung des Geschwaders 1940
Ende September löste sich der Geschwaderstab auf, während Teile der I. Gruppe in die 4. Staffel des Nachtjagdgeschwaders 2 und Teile der II. Gruppe in die 4. Staffel des Nachtjagdgeschwaders 3 aufgingen. Das Geschwader hatte seit dem 1. September 1939 rund 300 Abschüsse gemeldet und 52 Totalverluste an Flugzeugen erlitten.

### Wiederaufstellung des Geschwaders 1942
Im März und April 1942 stellte die Luftwaffe erneut ein Zerstörergeschwader 2 auf. Auf dem Fliegerhorst Landsberg/Lech bildete sich der Geschwaderstab, die I. Gruppe aus der umbenannten I. Gruppe des Zerstörergeschwaders 26, die II. und die III. Gruppe. Das Geschwader war überwiegend mit der Messerschmitt Bf 110E ausgestattet. Im Vergleich zur bisher verwendeten Bf 110C hatte diese eine verstärkte Flugzeugzelle und ein verstärktes Fahrwerk für eine größere Bombenlast von bis zu 1200 kg die am Rumpf und den Tragflächen angebracht wurden.

### Deutsch-Sowjetischer Krieg 1942
Ab Mai 1942 verlegte das Geschwader in den Süden der Ostfront um am Krieg gegen die Sowjetunion teilzunehmen. Dort war es der Luftflotte 4 unterstellt und bereitete sich auf den Beginn des Unternehmens Blau vor. In der ersten Phase der Offensive ab dem 28. Juni lag der Geschwaderstab, die I. und die III. Gruppe in Swoboda (Lage) und die II. Gruppe in Barwenkowo (Lage). Das Geschwader setzte die zur Verfügung stehende Bf 110C als Nahkampf-/Schlachtflugzeug ein und erlitt dabei hohe Verluste. Aufgrund dessen wurde im Juli die II. Gruppe nach Wiener Neustadt und im August der Geschwaderstab und die III. Gruppe nach Parndorf zurückverlegt. Die I. Gruppe schied im August durch Umbenennung aus dem Geschwader aus.

### Mittelmeerraum 1942
Der Geschwaderstab und die III. Gruppe gingen ab August 1942 nach Parndorf und erhielten dort die Focke-Wulf 190 in der Ausführung A-2 und A-3. Das einmotorigen Flugzeug das von einem BMW 801 D mit 1.700 PS Startleistung angetrieben wurde und eine Höchstgeschwindigkeit von 660 km/h hatte eine Bewaffnung von zwei 7,92-mm-MG 17 (je 900 Schuss) hinter dem Motor oben im Rumpf, zwei 20-mm-MG 151/20E (je 250 Schuss) in den Flügelwurzeln, alle vier gesteuert durch den Propellerkreis schießend und zusätzlich als Flächenrüstsatz zwei 20-mm-MG FF/M (je 90 Schuss) ungesteuert am Propellerkreis vorbeischießend in den äußeren Flügeln. Auch war es möglich am Flugzeugrumpf eine 500 kg Bombe mitzuführen. Damit änderte sich das Einsatzspektrum des Geschwaders in das eines Jagdbombergeschwaders.
So ausgestattet verlegten der Geschwaderstab und die III. Gruppe im November 1942 nach Comiso (Lage) nach Italien in den Bereich des II. Fliegerkorps der Luftflotte 2. Die III. Gruppe ging ab Dezember nach Tunesien auf den Fliegerhorst Bizerta (Lage) und nahm dort an den Kämpfen in Tunesien teil.

### Auflösung 1942
Der Geschwaderstab löste sich im Dezember 1942 in Italien auf, die III. Gruppe erhielt im Dezember 1942 in Tunesien die neue Bezeichnung III. Gruppe des Schnellkampfgeschwaders 10. Zuvor war schon im August an der Ostfront die I. Gruppe in die III. Gruppe des Zerstörergeschwaders 1 und in das Nachtjagdgeschwader 4 aufgegangen. Die II. Gruppe erhielt, in Wiener Neustadt liegend, ab August die Messerschmitt Me 210A-1, bevor sie im September in die I. Gruppe des Nachtjagdgeschwaders 5 umgewandelt wurde.

## Kommandeure

### Geschwaderkommodore
| Dienstgrad | Name                 | Zeit                                |
| ---------- | -------------------- | ----------------------------------- |
| Major      | Friedrich Vollbracht | 1. April 1940 bis 4. September 1940 |
| Major      | Ralph von Rettberg   | 1. März 1942 bis 12. Januar 1943    |

### Gruppenkommandeure
I. Gruppe
- Hauptmann Johannes Gentzen, 1. Mai 1939 bis 26. Mai 1940 †[30]
- Hauptmann Ernst Ott, 29. Mai 1940 bis 11. August 1940 †[31]
- Hauptmann Hans-Peter Külbel, 11. August 1940 bis 12. August 1940 †[32]
- Hauptmann Rudolf Christians, 12. August 1940 bis 13. August 1940[33]
- Hauptmann Eberhard Heinlein, 13. August 1940 bis 28. September 1940 †[34]
- Hauptmann Heinz Roeber, 15. April 1942 bis 1. Juni 1942[35]

II. Gruppe
- Major Hellmut Reichardt, 1. März 1940 bis ?[36]
- Major Harry Carl, 19. Juli 1940 bis 16. August 1940 †[37]
- Major Wilhelm Otto Lessmann, 28. August 1940 bis Oktober 1940[38]
- Hauptmann Gerhard Weyert, 22. April 1942 bis 3. Oktober 1942[39]

III. Gruppe
- Hauptmann Wilhelm Hachfeld, 2. Mai 1942 bis 2. Dezember 1942 †[40]
- Hauptmann Hanns-Jobst Hauenschild, 2. Dezember 1942 bis 20. Dezember 1942[41]